# Kalotypi

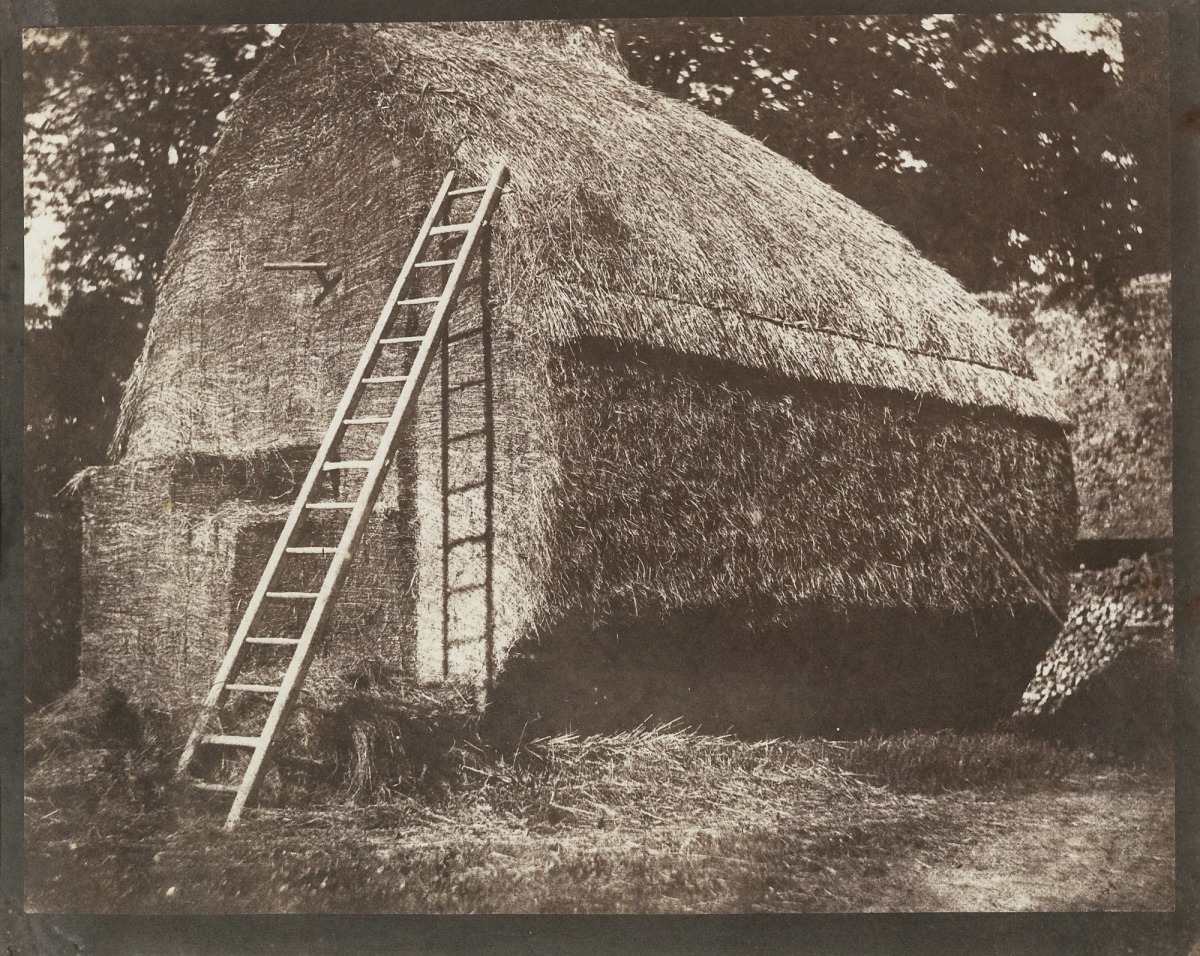
The Haystack, Kalotyp av William Henry Fox Talbot från 1844.

Kalotypi (från grekiskans "kalos" och "typos" för skön prägel) är en fotografisk process. En bild, projicerad på ett ark ljuskänsligt papper, är kemiskt fixerad som ett negativ och kan föras över till ett annat ljuskänsligt papper och exponeras för ljus för att åstadkomma en positiv kopia. Ett fotografi producerat genom tekniken kallas för en kalotyp.
Tekniken patenterades 1841 av engelsmannen William Henry Fox Talbot och var den första negativ-positiv-processen. Den utgjorde grunden för andra som kom i dess ställe. Talbot patenterade sin uppfinning till skillnad från den samtida daguerreotypin som ledde till en begränsad spridning av tekniken.